# Enschedesch Opera en Operette Gezelschap
Die Enschedesch' Opera- en Operette-Gezelschap (deutsch: Enscheder Opern- und Operetten-Gesellschaft, kurz E.O.O.G.) war in den 1930er Jahren ein grenzübergreifender Verein in der niederländischen Stadt Enschede und ihrer deutschen Nachbarstadt Gronau. Die Gesellschaft wurde 1935 gegründet und existierte bis zum Beginn des Zweiten Weltkriegs. Zu ihrer Zeit war sie die einzige derartige Musikgesellschaft, die diesen „Sprung“ über die Grenze wagte.

## Geschichte

### Gründung
Inmitten von 13 Gesangs-, zwölf Theater- und zwei Oratoriumsvereinen war die E.O.O.G. in der zweiten Hälfte der 1930er Jahre die einzige Enscheder Gesellschaft, die sich der Oper und Operette verschrieben hatte. Am 21. September 1935 wurde sie auf Initiative von Pieter Herfst gegründet. Herfst war gleichzeitig ihr Vorsitzender und Dirigent, seine Kinder verstärkten das Orchester, und seine Wohnung (gegenüber dem Hotel Dolphia) diente als Vereinssekretariat.
Die E.O.O.G. war aber nicht so holländisch, wie sie von außen wirkte: Die „tragenden Säulen“ des Gronauer Kulturlebens – u. a. Durk Dragstra, Alfred Klose, Nora Stroink und Richard Moritz – gehörten auch hier zu den Gründungsmitgliedern. Joachim von Ostau und der Theaterkreis der Gesellschaft „Erholung“ schlossen sich ihnen an.
Nach der Gründung des Konzertorchesters auf der Grundlage zahlreicher kleinerer Caféhausorchester und der gleichzeitigen Neubelebung des Club-Theaters wurde damit der Schritt zur komplexen Struktur einer Operettengesellschaft gewagt – mit Orchester, Chor, Solisten und komplettem Bühnenapparat. Rund 80 Personen wirkten bei den Operetten-Aufführungen mit. Das nötige Know-how brachten Pieter Herfst und Joachim von Ostau aus ihren Berliner Zeiten mit. Zusätzlich stützten sie sich auf Experten wie A. Alexanders (Den Haag/Amsterdam) und Tatjana Tamarova (Brüssel). In das Netzwerk der Amateurvereinigung wurden außerdem zahlreiche Firmen aus Enschede, Gronau und Münster eingebunden. Professionalität war erstes Gebot.

### Zielsetzung und Selbstverständnis
“Een dilettantengezelschap, dat in Nederland eenig is”

„Eine Laiengesellschaft, wie sie in den Niederlanden einzigartig ist“

„Die E.O.O.G sei „kein geschäftliches Unternehmen […], sondern eine Vereinigung von Freunden der musikalischen Bühnenkunst, die zugleich in unserem Grenzgebiet die freundnachbarlichen Beziehungen pflegen wolle, indem in ihr holländische und deutsche Kunstliebhaber Hand in Hand zum Gelingen der Aufführung guter Opern und Operetten beitragen wollten. Wenn dabei auch aus begreiflichen Gründen einige wichtige Rollen aufstrebenden Fachkräften (in diesem Fall Schülern der Bochumer Musikschule) übertragen worden seien, so sei doch die weitaus größte Zahl der Mitwirkenden in Laienkreisen zu suchen. Dies sei um so mehr anzuerkennen, weil diese Mitglieder sich in reiner Freude an der Mitarbeit unermüdlich nach ihrer Berufsarbeit zur Verfügung stellten. Daneben diene diese Arbeit auch als eine Art Auslese, denn manches Talent könne gerade hier zuerst entdeckt werden.““

### Sponsoren
In der teilweise erhaltenen Sponsorenliste finden sich klangvolle Namen, vor allem Damen aus Enschedes guter Gesellschaft: Bürgermeistersgattin Rückert Bosch führt die Liste an, ebenso vertreten sind die Fabrikantenfamilien Baurichter, Brasz, Scholten, Stroink Beltman, Tattersall-Borgman, van Gelderen und van Heek ter Horst, aber auch der Zeitungs- und Verlagsbesitzer van der Loeff fehlt nicht.
Der Spruch aus der Gronauer Textilindustrie, „Je deutscher die Firma, desto holländischer das Kapital“, kehrte sich insofern im Kulturbereich um. Hier galt: „Je holländischer die Operettengesellschaft, desto deutscher ihr Kapital (und Personal)“!

### Reaktion auf die nationalsozialistische Kulturpolitik?
Durch diese Konstruktion konnte vermutlich die Kontroll- und Mitsprachebefugnisse der Reichskulturkammer auf ein Minimum reduziert werden, die sich auch im Repertoire widerspiegelten: Spielte man 1936 noch einen jüdischen Erfolgskomponisten (was seit der Theatersaison 1933/34 „von oben“ gezielt unterbunden wurde), so wich man ab 1937 auf Strauß-Operetten aus. 

Uraufführung von Majewkis Operette "Insel der Träume" durch die E.O.O.G, 1938; Eintrittskarte der öffentlichen Aufführung

Hans-Martin Majewski stand als noch unbekannter, nicht-jüdischer Komponist „außerhalb des Spiels“ und bekam unter anderem auch dadurch eine Chance, weil dringend Werke gesucht wurden, um die Lücke der verbotenen „jüdischen“ Komponisten zu füllen. Majewskis mit Joachim von Ostau verfasste Operette „Insel der Träume“ wurde im Mai 1938 von der E.O.O.G. in Gronau uraufgeführt – am 12. Mai 1938 in einer geschlossenen Aufführung für Honoratioren und Sponsoren, am 16. Mai 1938 in einer öffentlichen Aufführung.
„Offiziell“ waren die Gronauer Aufführungen ab September 1935 lediglich „Gastspiele“ einer ausländischen Amateurvereinigung. Trotzdem galt die Verpflichtung, dass kein Profit erzielt werden durfte, d. h., dass die Einnahmen strikt für das Winterhilfswerk oder das Deutsche Rote Kreuz abgeführt werden mussten.

### Das Ende
Die E.O.O.G. ist die einzige bekannte Operettengesellschaft, die den Sprung über die deutsch-niederländische Grenze wagte. Der Beginn des Zweiten Weltkriegs setzte diesem Modellprojekt ein Ende.

### Von der E.O.O.G zur E.O.G.
An die Stelle der E.O.O.G. trat 1950, elf Jahre nach Beginn des Zweiten Weltkriegs, die E.O.G. (Enschede’s Operette Gezelschap). Ihr Name knüpfte zwar an die Vorkriegszeit an, Pieter Herfst wurde auch wieder zum Dirigenten gewählt, er leitete 1951 auch das erste Nachkriegskonzert in „Ons Huis“ – jedoch hatte sich seit 1938 vieles verändert. Herfst verließ die Enscheder Gesellschaft 1955 im Konflikt, weil sie ihm zu „dilettantisch“ war, und dirigierte bis zu seinem Tod ausschließlich in Hengelo und Oldenzaal.
Neue Kontakte nach Gronau ergaben sich erst Jahrzehnte später, als die E.O.G. 1992 Rudolf Heise zum Dirigenten berief. Im selben Jahr modernisierte die E.O.G. ihren Namen und nannte sich nun „Music All“.

### Professionalisierung: Der Weg zur „Reisopera“
Durch die Professionalisierung des Enscheder Kulturbetriebs ab 1954 verloren die Laienorganisationen an Bedeutung. „Opera Form“ bzw. die heutige „Nationale Reisopera“ nahmen den Platz der E.O.O.G. ein.